# Марко Поло
Ма́рко По́ло (італ. Marco Polo; 15 вересня (?) 1254 — 8 чи 9 січня 1324) — венеційський купець і мандрівник, автор «Книги чудес світу», у якій описані його спостереження під час подорожей Азією. Незважаючи на сумніви в достовірності низки фактів, викладених у цій книзі, висловлювані з моменту її появи, вона є цінним джерелом із географії, етнографії, історії Ірану, Китаю, Монголії, Індії, Індонезії та інших країн у Середньовіччі. Ця книга мала значний вплив на мореплавців, картографів, письменників XIV—XVI століть. Зокрема, примірник цієї книги був на кораблі Христофора Колумба під час його плавання для пошуку морського шляху в Азію. Входить до переліку національних героїв Італії.

## Біографічні відомості
Біографічні дані про Марко Поло спираються на мізерні відомості з «Книги чудес світу». Детальна біографія Марко була написана в XVI столітті гуманістом Джованні Баттіста Рамузіо (1485—1557). Тоді ж були створені його живописні портрети. Місце поховання Марко Поло не збереглося.
За генеалогічними дослідженнями Рамузіо дід майбутнього мандрівника Андреа Поло з парафії Сан Феліче мав трьох синів: Маффео, Марко і його батька Нікколо. Нікколо Поло займався торгівлею з Близьким Сходом та був багатою і авторитетною людиною.
Точний час і місце народження Марко Поло невідомі. З можливих місць та року народження Марко Поло, як доводять історики, і що загальновизнано, є Венеція у 1254 році. Деякі біографи припускають, що Поло народився в місті Корчула (хорв. Korčula, італ. Curzola — Курцола), на острові Корчула в сьогоднішній Хорватії. Проте, згадана дата народження суперечить інформації з книги.
1260 року Нікколо, батько Марко, разом зі своїм братом Маффео вирушили в Крим (у Судак), де у їхнього третього брата, Марко, був свій торговий дім. Далі вони рушили тим же маршрутом, яким у 1253 році пройшов фламандський монах Віллем Рубрук. Провівши рік у Сарай-Бату, брати вирушили далі на Бухару. У зв'язку з небезпекою військових дій, які вів Берке (брат Батия) у цьому регіоні, брати змушені були відкласти повернення додому. Пробувши в Бухарі три роки і не маючи можливості повернутися додому, вони приєдналися до перського каравану, який послав ільхан Хулагу в Ханбалик (сучасний Пекін) до свого брата монгольського хана Хубілая, який на той час практично завершив розгром китайської династії Сун і незабаром став одноосібним правителем Монгольської імперії та Китаю.
Узимку 1266 року брати досягли Пекіна і були прийняті Хубілаєм, який, за їхніми словами, дав їм золоту пайцзу (вірчу бірку) для вільної дороги назад і попросив їх передати послання Папі Римському з проханням надіслати йому масла з гробниці Христа в Єрусалимі та проповідників християнства. Разом із братами вирушив і монгольський посол у Ватикан, однак, в дорозі він захворів і відстав. Прибувши до Венеції у 1269 році, брати дізнались, що папа Климент IV помер, а новий так і не був призначений. Бажаючи скоріше виконати доручення Хубілая, вони вирішили не чекати призначення нового папи, і в 1271 року вирушили до Єрусалима, взявши з собою Марко.

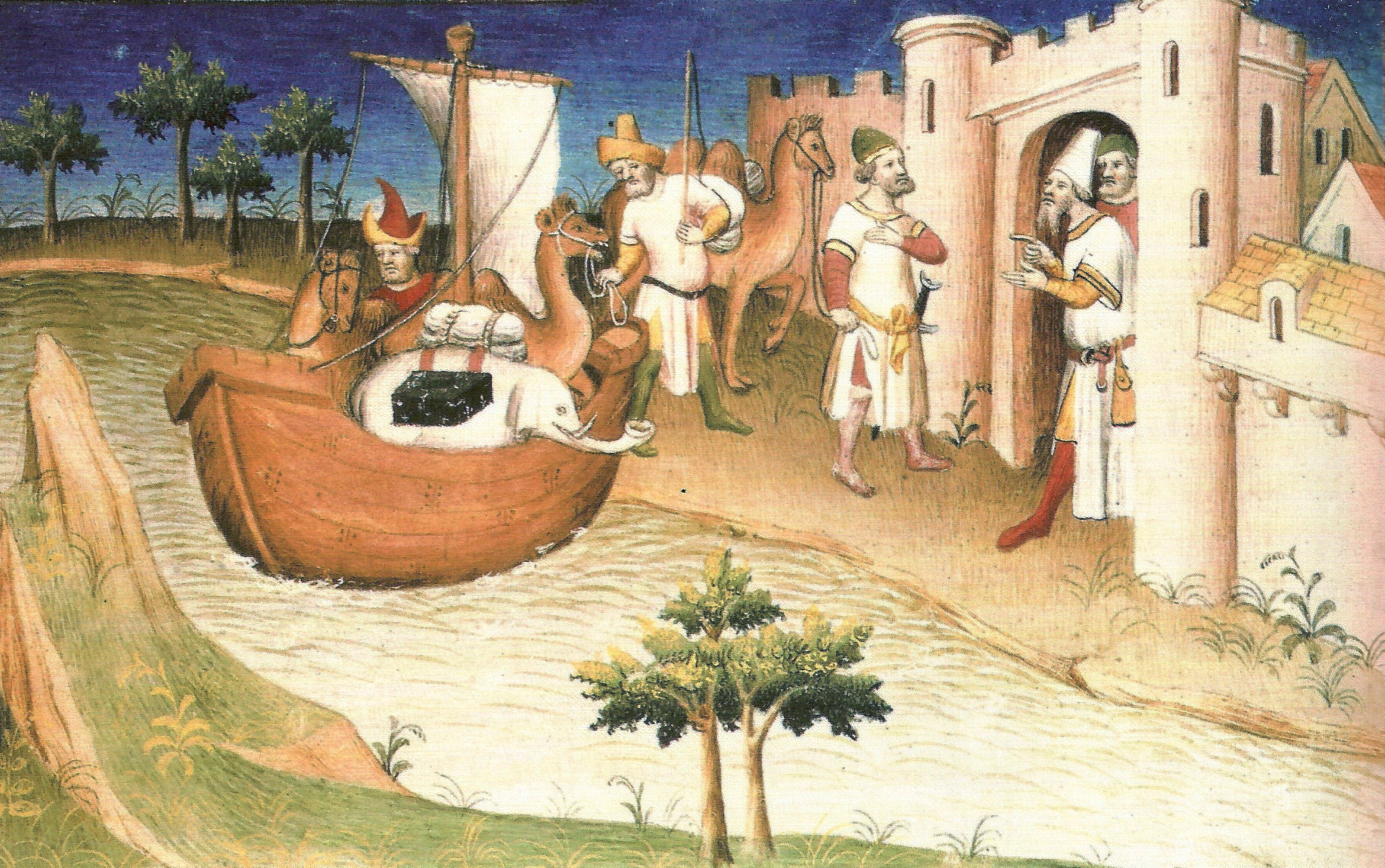
Марко Поло у Китаї

У тому ж році Марко Поло (в 17 років) разом зі своїм батьком Нікколо і дядьком Маффео Поло відправився у подорож до Монголії та Китаю. Точний їхній маршрут історики відновлюють гіпотетично, зводячи його до Поволжя, Середньої Азії, Монголії, Китаю, Індії і Аравії. Є різні версії такої реконструкції. У самій книзі подорожей, крім цього, прямим текстом вказуються Ява, Суматра, Мадагаскар і Ефіопія (Середня Індія), а також згадуються Японія, Центральна Америка, Бразилія і Центральна Африка. Ніби доїхав суходолом до Китаю протягом 1271—1275 років. Першим китайським містом, до якого 1275 року дісталося сімейство Поло, було Шачжа (сучасне Дуньхуан). У тому ж році вони дісталися до літньої резиденції Хубілая в Шанду (у сучасній китайській провінції Ганьсу). За словами Марко Поло, хан був від нього у захопленні, давав різні доручення, не дозволяв йому повертатися до Венеції і навіть протягом трьох років тримав його губернатором міста Янчжоу (Глава CXLIV, Книга 2). Крім того, сімейство Поло (за твердженнями книги) брало участь у розвитку армії хана і навчило його використовувати катапульти при облозі фортець.

Опис життя Поло у Китаї рідко йде у хронологічному порядку, що становить проблему у визначенні точного маршруту його подорожей. Але його опис є досить точним географічно, він дає орієнтацію за сторонами світу і відстанями у термінах днів маршруту:
На південь від Паншина через один день шляху велике і знатне місто Каіу.
Крім того, Поло описує повсякденне життя китайців, згадуючи використання паперових грошей, типові ремесла і кулінарні традиції різних областей. Він пробув у Китаї 17 років, після чого повернувся (1292—1295) до Європи у Венецію в 1295 році морем із багатьма багатствами і скарбами. Він подолав майже 15 тисяч миль (24 140 км).

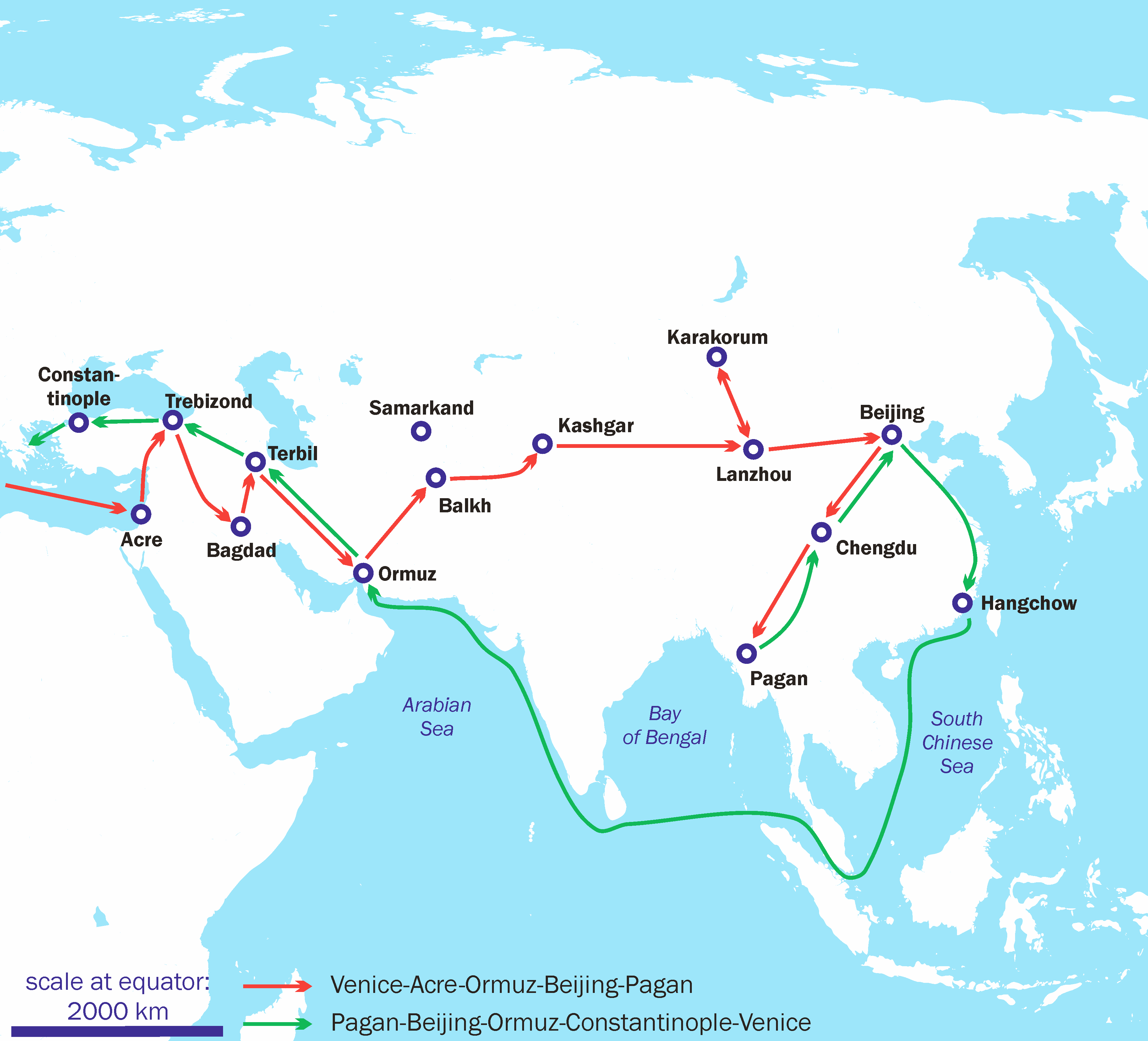
Мандри Марко Поло

Декілька років по тому Марко Поло потрапив у полон в 1298 році під час венеційсько-генуезької війни Курцоли і, поки перебував у генуезькій в'язниці, надиктував звіт про свої подорожі іншому генуезькому в'язню — пізанцю Рустічано. Книга Марко Поло повідомляла про нього в третій особі й спочатку була написана французькою, як це випливає з численних вказівок у ній самій (у сучасному варіанті). Тому історики припускають, що Марко Поло надиктував її якомусь французові, Рустічано з Пізи, бо не міг написати книгу самостійно через хворобу пальця руки. За деякими даними, текст Поло диктував на венетському діалекті, за іншими — він був записаний давньофранцузькою мовою з вставками італійської. У зв'язку з тим, що оригінальний манускрипт не зберігся, встановити істину неможливо.
Назви місцевостей, які вказані у книзі подорожей Марко Поло, більшою мірою не збігаються з тими назвами, які вгадують історики. Інтерес до Марко Поло і його книги виявився тільки після початку Доби великих географічних відкриттів на зламі XV і XVI століть. У зв'язку з цим вважають, що раніше цього часу його відомості сприймалися як недостовірні й були нецікаві читачам.
Про сім'ю Марко Поло відомо мало що — він був одружений і у нього було три доньки — Фантіна, Белела і Морета, а також декілька найближчих родичів. У сім'ї Поло не все було гладко, іноді доходило і до судових розглядів.
У 1324 році, будучи вже хворою людиною, Поло написав заповіт, в якому згадана золота пайцза, отримана від татарського хана (він отримав її від дядька Маффео, який, своєю чергою, заповів її Марко в 1310 році). Марко Поло помер, імовірно, 1324 року у Венеції, будучи найбагатшим із місцевих купців, за що його прозвали «мільйонером» (Masser Millioni), і був похований у церкві Сан-Лоренцо (San Lorenzo di Venezia). У 1596 році його будинок, де, за переказами, зберігалися речі, привезені ним із китайського походу, згорів. Церква, у якій він був похований, у XIX столітті була знесена.

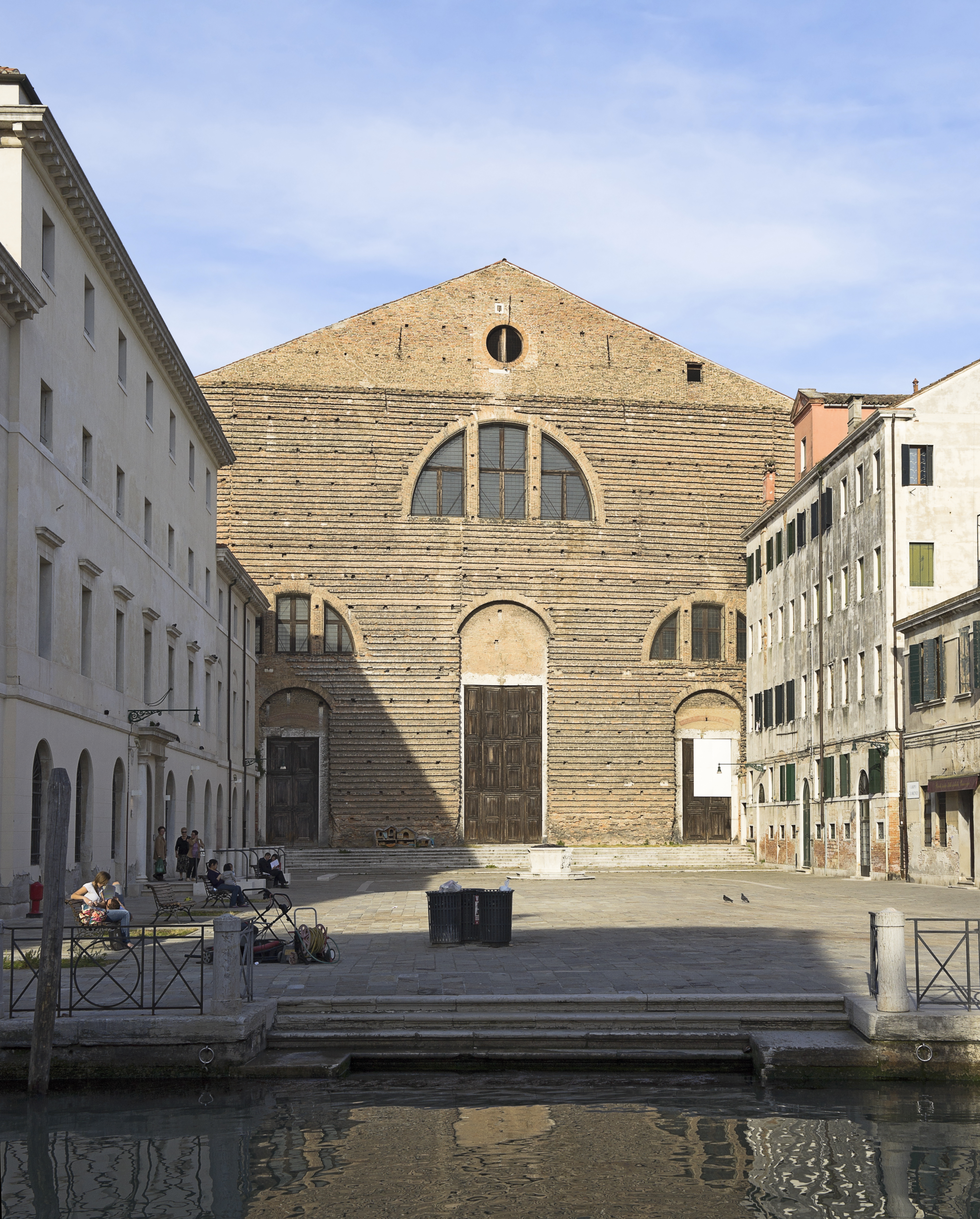
Церква San Lorenzo di Venezia у Венеції, де ймовірно був похований Марко Поло. Фото церкви після відбудови

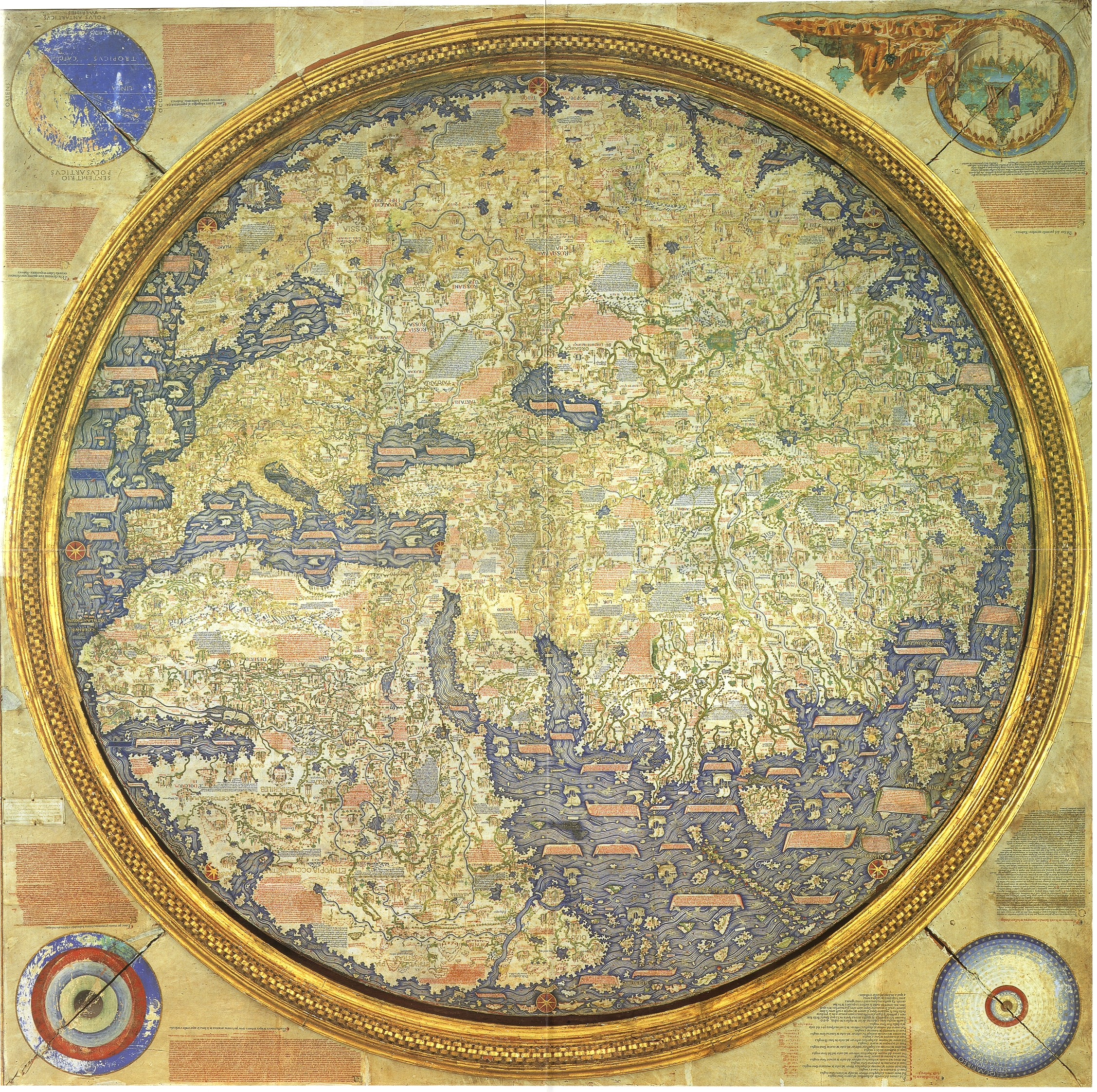
Карта Фра Мавро

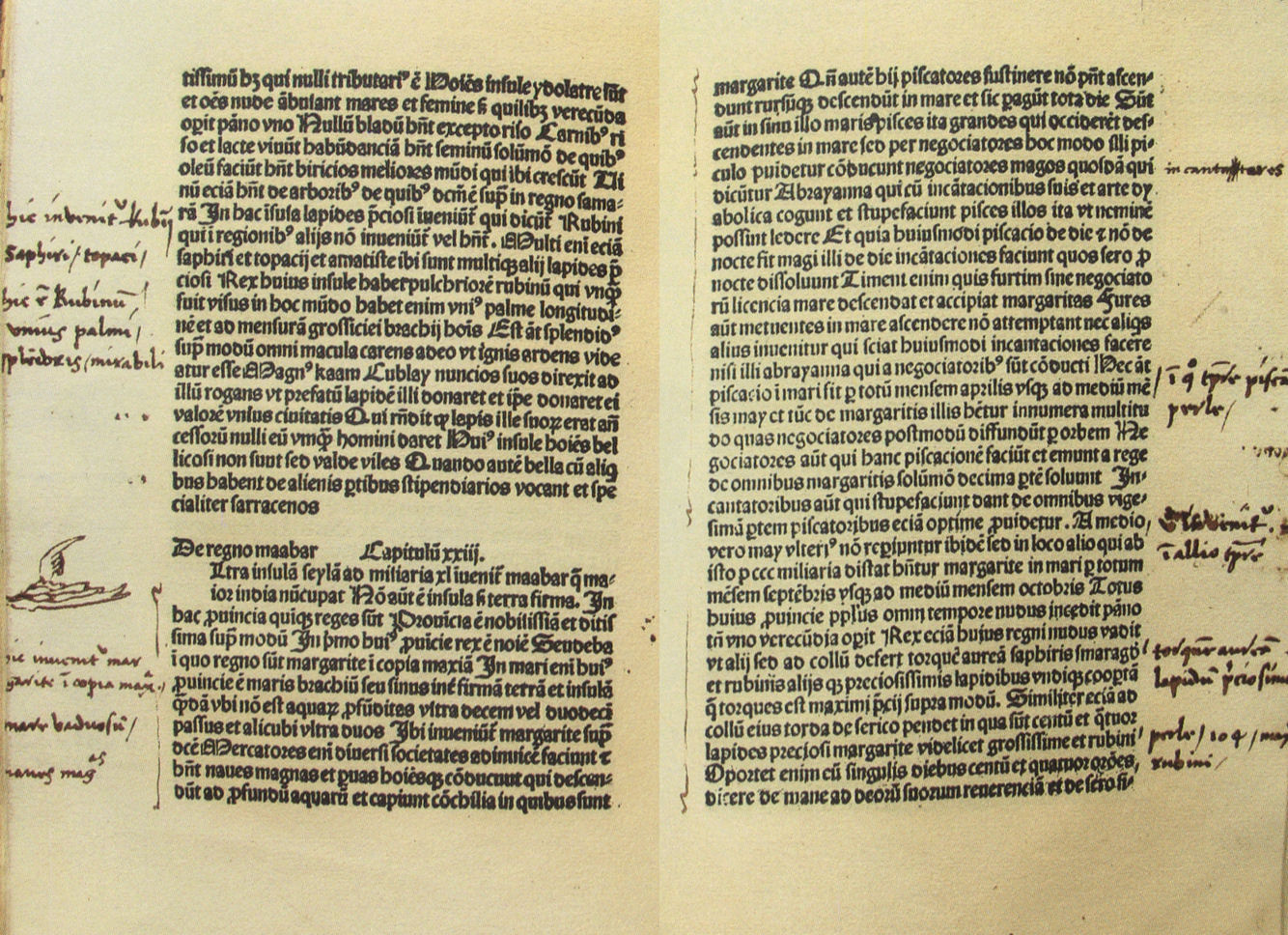
Рукописні нотатки Христофора Колумба на латиномовному виданні книги Марко Поло

## Видання книги Марко Поло
Книга Марко Поло до 1865 року витримала 57 видань 9 мовами Європи. Істотно доповнена в 1824 році за рукописними текстами невизначеного часу, яких на той час було 85 штук.
- «Marcho Polos Reysebuch», — Нюрнберг, 1477, 120 стор., німецькою мовою, обсяг 21 280 знаків, містить близько 5 % сучасного тексту
- Аугсбург, 1481, перевидання нюрнберзької книги
- Перше латинське видання, опубліковано чи то в Римі, чи то у Венеції, нібито в 1484 або в 1490 році (видно, віддруковано в забороненій друкарні в пізніший час)
- Перше італійське видання, Венеція, 1496
- Перше португальське видання, Лісабон, 1502
- Перше іспанське видання, 1520
- Перше достовірне латинське видання, 1532
- Третє німецьке видання, 1534
- Перше французьке видання, переклад з латинського, 1556
- Італійське видання в тритомній збірці Дж.-Б. Рамузіо «Плавання і подорожі», Венеція, 1559 (або 1553)
- Перше російське видання, переклад з німецького видання 1855 року, 1863
- Перше китайське видання, 1931

## Спадщина
Звіти Марко Поло стали джерелом натхнення для багатьох наступних мандрівників і географів. У кінці XIV століття єврейські картографи з Майорки з його книги черпали знання про далекі землі для опрацювання морських карт. Інформацію, наведену у книзі Марко Поло, використав Фра Мавро у своїй карті світу, виготовленій у 1459 році.
У севільському музеї Христофора Колумба виставлена книга Марко Поло з власноручними нотатками великого мореплавця.
На честь Марко Поло названо кратер на Місяці розміром 28 × 21 км (15,4° пн. ш., 2,0° зх. д.), астероїд головного поясу 29457 Маркополо і венеційський аеропорт.
Фільми про Марко Поло:
- «Пригоди Марко Поло», США, 1937, режисери: Арчі Майо, Джон Кромуелл, Джон Форд.
- «Марко Поло[en]», Італія, Франція, 1962, режисер: П'єро П'єротті[en] — історичний пригодницький фільм.
- Телевізійний міні-серіал Марко Поло 1982 року режисера Джуліано Монтальдо, який зображує подорожі мандрівника, отримав дві премії Еммі й був номінований ще до шести[19].
- «Марко Поло: Пропала глава» (англ. Marco Polo: The Missing Chapter), Ізраїль-Італія-Іспанія, 1996, режисер: Рафі Букай (Rafi Bukai).
- «Марко Поло: Великі мандрівки» (англ. Marco Polo: The Incredible Adventures of Marco Polo), Канада-Велика Британія-Україна, 1997, режисер: Джордж Ершбеймер (George Erschbamer).
- «Марко Поло. Великі мандри» (англ. Incredible Adventures of Marco Polo), Італія-США, 1998, режисер: Джуліано Монтальдо.
- «Марко Поло» (англ. Marco Polo), США, 2007, режисер: Кевін Коннор.
- «Марко Поло» (англ. Marco Polo), США, 2014, 1 сезон, 10 серій, режисери: Даніель Минахан, Девід Петрарка, Алік Сахаров.
- «Марко Поло» (англ. Marco Polo), США, 2016, 2 сезон, 10 серій, режисери: Даніель Минахан, Девід Петрарка, Алік Сахаров.
- «Секретні матеріали Марко Поло» (англ. The Secret File of Marco Polo), Німеччина, 2014, режисер Габріель Венглер.

## Сумніви у достовірності
У 1966 році німецький монголознавець Герберт Франке з Мюнхена опублікував в одному з наукових журналів Гонконгу статтю. На думку Франке, Поло запозичив глави, присвячені Китаю, з нині загубленої арабської енциклопедії і, швидше за все, до Далекого Сходу зовсім не доїхав.
У 1995 році вийшла в світ книга британської дослідниці, директора Китайського відділення Британської національної бібліотеки, Френсіс Вуд «Чи їздив Марко Поло до Китаю?». Вона стверджувала, що Поло, ймовірно, ніколи не бував на схід від Чорного моря. Як міг такий уважний до деталей мандрівник не помітити найяскравіших звичаїв Піднебесної — дерев'яних паличок для їжі, любові до чаювання, сповивання ніг дівчаткам, а також Китайську стіну? На її думку, «Книга чудес світу» — це не твір однієї людини, а база даних середньовічної Європи про Далекий Схід.
До схожих висновків дійшла група італійських археологів у Японії у 2011 році. Професор Даніеле Петрелла вказує, що Марко Поло вкрай неточно описував події, свідком і учасником яких він нібито був. У своїй книзі Марко Поло згадував смолу, якою монголи конопатили кораблі, і запевняв, що вони називали її «chunam». Проте науковці з'ясували, що ані в китайській, ані в монгольській мовах такого слова немає, зате є в перській. Воно якраз і означає «смола». «Дуже дивно, що Поло часто використовував перські назви для китайських і японських топонімів», — вважає Даніеле Петрелла.

## Вшанування пам'яті

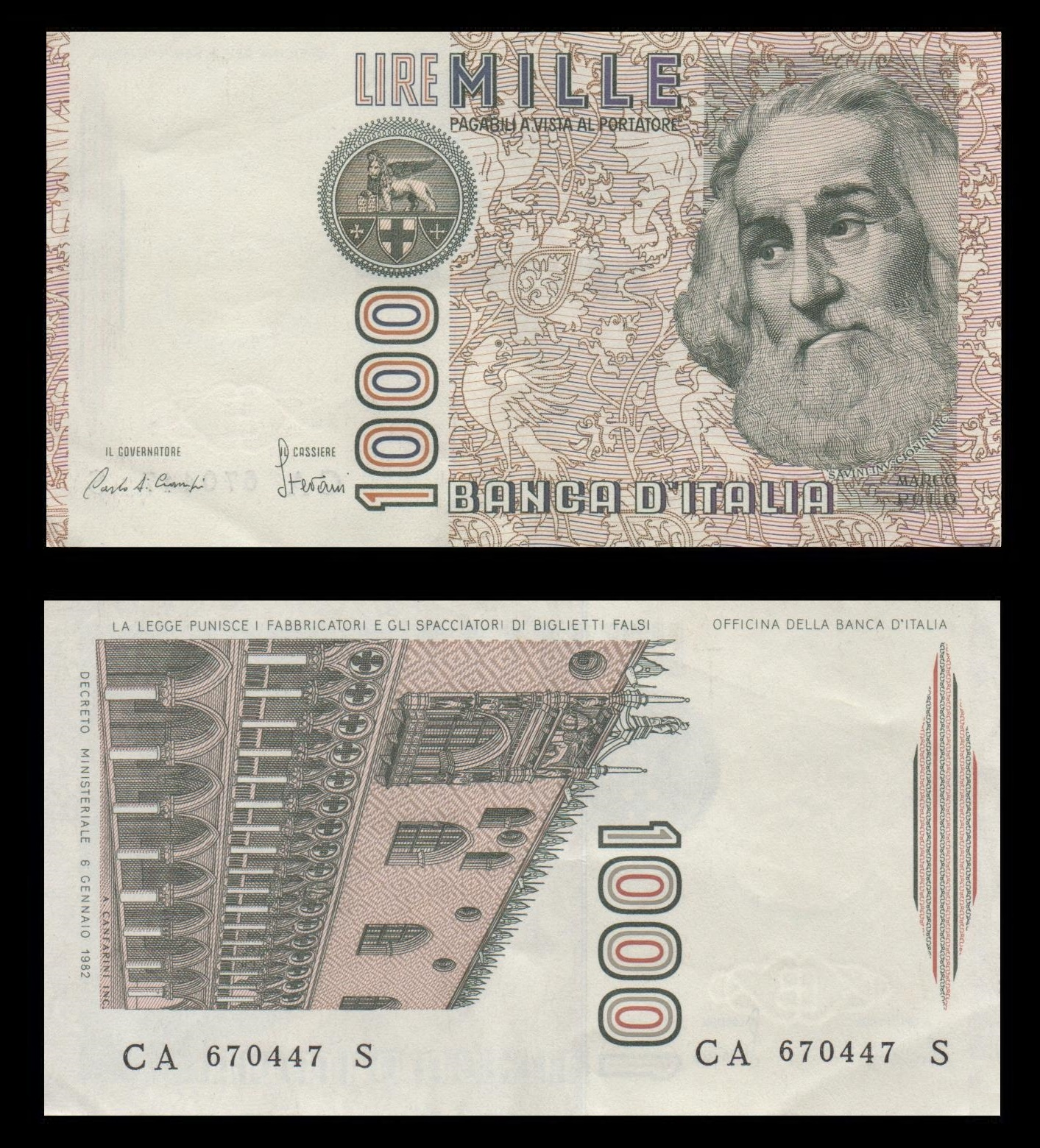
Банкнота 1000 італійських лір випуску 1982 року з портретом Марко Поло

- У грудні 2011 року в Улан-Баторі поряд із площею Сухе-Батора[en] було встановлено пам'ятник Марко Поло роботи монгольського скульптора Б. Дензена[22].
- На честь Марко Поло у 1888 році було названо метелика з роду жовтянок — Жовтянка Марко Поло (лат. Colias marcopolo).
- Гірський баран Марко Поло[en] або Памірський гірський баран (лат. Ovis ammon polii) — підвид архара, названий на честь Марко Поло, який його бачив на Тибеті під час своєї подорожі[23].
- У 1961 році Міжнародний астрономічний союз присвоїв назву Марко Поло кратеру на видимому боці Місяця.
- Іменем Марко Поло названо італійський супутниковий телеканал «Marco Polo TV», що веде мовлення через супутник Eutelsat 9B (9° East)[24].
- Міст Марко Поло — середньовічний міст у Китаї, в оновленому вигляді існує станом на XXI століття; вважається, що саме ця споруда вразила Марко Поло.
- Аеропорт у Венеції носить назву «Аеропорт Венеція-Марко Поло» (італ. Aeroporto di Venezia Marco Polo)[25].
- «Marco Polo» — панцерний крейсер Королівських ВМС Італії кінця XIX століття.